# Helios / Erebus
Helios / Erebus è il settimo album in studio del gruppo musicale irlandese God Is an Astronaut, pubblicato il 21 giugno 2015 dalla Revive Records.

## Tracce
1. Agneya – 4:58
2. Pig Powder – 5:40
3. Vetus Memoria – 5:20
4. Finem Solis – 5:03
5. Helios / Erebus – 8:31
6. Obscura Somnia – 4:04
7. Centralia – 6:47
8. Sea Of Trees – 4:49

## Formazione
- Torsten Kinsella – voce, chitarra, tastiera
- Niels Kinsella – basso
- Lloyd Hanney – batteria